# Smile (Twenty★Twentyの曲)
『smile』（スマイル）は、ジャニーズ事務所（現：SMILE-UP.）内のチャリティーユニット・Twenty★Twentyのシングル。2020年8月12日にジェイ・ストーム（現：ストームレーベルズ）より発売された。

## 背景・制作
ジャニーズ事務所が行なっている新型コロナウイルス感染症 (COVID-19) 拡大防止の支援活動『Smile Up! Project』の取り組みの一環として、所属グループのV6、KinKi Kids（現：DOMOTO）、嵐、NEWS、関ジャニ∞（現：SUPER EIGHT）、KAT-TUN、Hey! Say! JUMP、Kis-My-Ft2、Sexy Zone（現：timelesz）、A.B.C-Z、ジャニーズWEST（現：WEST.）、King & Prince、SixTONES、Snow Manと山下智久により期間限定ユニット・Twenty★Twentyを結成。副社長（当時）の滝沢秀明プロデュースの下、チャリティーソングが制作された。
表題曲「smile」は、Mr.Childrenの櫻井和寿が作詞・作曲を担当。Bank Bandの活動などチャリティー活動を精力的に続けている櫻井に滝沢がオファーをし、櫻井がプロジェクトに賛同したことで実現した。櫻井がジャニーズに楽曲提供を行なうのはこれが初となり、作詞・作曲共に手掛けた楽曲を提供するのは2011年にSalyuに提供した楽曲「青空」以来2度目となる。

## 音楽性
表題曲「smile.」について、櫻井和寿は「ジャニーズの皆さんがこの曲を歌ってくださることを前提としたからこそ、書けた歌詞があります」「大切な人の心や体が弱っている時、その人の為に『美味しくなれ』『元気になれ』と、心を込めておにぎりを握るように歌う皆さんの姿を想像して書きました」とコメントしている。また、日本テレビ系報道番組『news zero』内で櫻井翔と対談した際には「一番みんながスマイルを必要としている時に、一番この曲を歌うにふさわしい方が歌ってくれた」と発言している。
本作のカップリング曲として、YouTubeおよびJohnny's net online（現：FAMILY CLUB online）で配信された動画『Johnny's World Happy LIVE with YOU』内で公開され、手洗い動画でも話題を呼んだ楽曲「Wash Your Hands」が収録されている。

## リリース・プロモーション
通常盤のみの1形態で発売。スリーブケース仕様で、DVDと96ページのフォトブックが付属している。表題曲「smile」は2020年6月22日より先行デジタル配信が行なわれた。なお配信、CD共に同年12月31日までの期間限定販売。収益は新型コロナウイルス医療対策支援へと寄付される。
ジャケットのイラストはわじまかんたが担当。

## チャート成績
初週で約41.5万枚を売り上げ、2020年8月24日付のオリコン週間シングルチャート、およびBillboard JAPAN総合ソングチャート「Billboard Japan Hot 100」で共に初登場1位を獲得。先行配信された表題曲「smile」は、同年7月6日付のオリコン週間デジタルシングルチャート、およびBillboard JAPANのダウンロードソングチャート「Billboard Japan Download Songs」で約6.9万ダウンロードを計上し、共に初登場1位を記録した。
また、2020年8月度のオリコン月間シングルチャートでも1位、2020年度のオリコン年間シングルチャートでは9位にランクインしている。

## ライブ・パフォーマンス
発売直後のテレビ出演はなく、2020年10月末に山下智久がジャニーズ事務所を退所したため、参加メンバー全員揃っての楽曲披露はライブを含め一度も行なわれなかった。
2021年12月30日に東京ドームで開催されたライブ『Johnny's Festival 〜Thank you 2021 Hello 2022〜』において、出演者全員により表題曲「smile」を歌唱し、これがライブ初披露となった。本楽曲のレコーディング当時は活動休止により参加していなかったSexy Zoneの松島聡やSnow Manの岩本照、発売後にメジャー・デビューしたなにわ男子は今回が初歌唱となった。本ライブの模様は、ライブ・ビデオ『Johnny's Festival 〜Thank you 2021 Hello 2022〜』で映像化されたほか、2022年1月2日から4日までJohnny's net onlineで配信された。

## 収録曲

### CD
- プロデュース：滝沢秀明[1]

1. smile [5:49]
  - 作詞・作曲：櫻井和寿 / 編曲：Peach
2. Wash Your Hands [2:02]
  - 作詞：松井五郎 / 作曲：馬飼野康二 / 編曲：CHOKKAKU

振り付けは屋良朝幸が担当[23]。
収録されている音源はTwenty★Twentyの歌唱によるものだが、動画『Johnny's World Happy LIVE with YOU』で流されていた少年忍者（ジャニーズJr.、現：ジュニア）の歌唱によるバージョンも存在する。
3. smile（オリジナル・カラオケ） [5:49]
4. Wash Your Hands（オリジナル・カラオケ） [2:02]

### DVD
1. smile ビデオ・クリップ
2. レコーディングドキュメンタリー
3. smile リリック・ビデオ

## ライブ映像作品
| 曲名  | 作品名                                          |
| ----- | ----------------------------------------------- |
| smile | Johnny's Festival 〜Thank you 2021 Hello 2022〜 |

## カバー
smile
- 桜井和寿（2021年8月14日） - 自身が所属するユニット・ウカスカジーのライブ『MIFA Football Park 7th anniversary party』内での自身のソロコーナーにてセルフカバー。